# Шеметен бяг
 Тази статия е за сериала.  За музикалната банда вижте Big time rush (банда).  
„Шеметен бяг“ (на английски: Big Time Rush – BTR) е американски телевизионен сериал. Разказва се за приключенията на четирима хокеисти от Минесота – Кендъл, Джеймс, Карлос и Лоугън, след като са избрани да станат музикална група в Холивуд.
Сериалът започва с пилотния едночасов епизод Big Time Audition по Nickelodeon на 28 ноември 2009 г. Официалният дебютен епизод е излъчен за първи път на 18 януари 2010 г. Получава 6,8 милиона гледания. Премиерата на третия сезон е на 12 май 2012 г. На 6 август 2012 г. Nickelodeon започва снимките на 13-ия епизод на четвъртия сезон.

## Актьори и персонажи
- Кендъл Шмид в ролята на Кендъл Найт – лидерът на бандата.
- Джеймс Маслоу в ролята на Джеймс Даймънд – най-красивият и готин в групата.
- Карлос Пена в ролята на Карлос Гарсия – най-екстремният, винаги носи каска.
- Лоугън Хендерсън в ролята на Лоугън Мичъл – умният и ученолюбивият в групата. Мечтае да стане лекар.
- Сиара Браво в ролята на Кейти Найт – малката и сладка, но хитра и умна сестра на Кендал.
- Таня Чисхолм в ролята на Кели Уайнрайд – асистент на Густаво.
- Стивън Креймър Кликман в ролята на Густаво Рок – мениджър на бандата.
- Шалън Кейтс в ролята на г-жа Найт – всеотдайната майка на Кендал и Кейти. В един епизод се споменава, че първото ѝ име е Дженифър.
- Ерин Сандърс в ролята на Камил Робъртс – приятелка на Логан, постоянно се карат и сдобряват.
- Дейвид Антъни Хигинс в ролята на г-н Битърс – управител на хотела. На английски името му означава горчив.

## „Шеметен бяг“ в България
От 2012 до ноември 2015 г. сериалът се излъчва по TV7 и Super 7. Ролите озвучават артистите Живка Донева, Стефания Георгиева, Явор Караиванов, Иван Велчев, Димитър Живков и Светломир Радев.
На 5 ноември 2013 г. „Шеметен бяг“ стартира със синхронен дублаж по локалния Никелодеон. Заглавието не е преведено, а е транскрибирано с български букви – Биг Тайм Ръш. Дублажът е осъществен в „Александра Аудио“. Излъчва се по канала до 5 март 2017 г.
| Пост                    | Име |
| ----------------------- | --- |
| Изпълнителен продуцент  | Васил Новаков |
| Преводач                | Александър Владовски |
| Озвучаващи артисти      | Камен Асенов (Кендъл) Момчил Степанов (Джеймс) Росен Русев (Карлос) Теодор Христов (Лоугън) Мими Йорданова (Г-жа Найт и Камил) Нина Гавазова (Кели) Мина Зехирова (сезони 1 – 3), (Кейти) Десислава Попова Николай Пърлев (Грифин и Г-н Битърс) Явор Караиванов (Густаво) |
| Гост озвучаващи артисти | Владимир Зомбори Поля Цветкова-Георгиу Петър Бонев Стоян Цветков Цанко Тасев Иван Петков Анатолий Божинов |
| Тонрежисьор             | Пламен Чернев |
| Режисьор на дублажа     | Георги Стоянов |

## Награди и номинации
| 2010                          | 2011                    | 2011                                   | 2011                   | 2011                                   | 2011                                   | 2011                      | 2011                      | 2012                   | 2012                     |
| Australian Kids Choice Awards | Kids Choice Awards      | Nickelodeon UK Kids Choice Awards 2011 | Kids Choice Awards     | Nickelodeon UK Kids Choice Awards 2011 | Nickelodeon Mexico Big Nick House 2011 | Kids Choice Awards México | Youth Rocks Awards        | Teen TV Awards         | 2012 Kids' Choice Awards |
| Любима телвизионна звезда     | Любимо телевизионно шоу | Любимо телевизионно шоу                | Любима Музикална Група | Любимото Английско Телевизионно Шоу    | Любимо ТВ шоу                          | Любимо ТВ шоу             | Rockin Ensemble TV/Comedy | Любима Музикална Група | Любима Музикална Група   |
| Номинирани                    | Номинирани              | Номинирани                             | Номинирани             | Номинирани                             | Спечелили                              | Спечелили                 | Спечелили                 | Спечелили              | Спечелили                |